# 킬라그램
킬라그램(Killagramz, 본명: 이준희, 1992년 6월 23일 ~ )은 미국국적의 래퍼이다.

## 음반 목록
- 《Black Out》 (2016년)
- 《Birthday》 (2016년)
- 《컬러링 (Coloring)》 (2017년)
- 《SWAY》 (2017년)
- 《PRINCESS》 (2018년)
- 《SWAY (Remixes)》 (2018년)
- 《HUE. 休》 (2018년)
- 《헤드라인》 (2018년)
- 《오늘더레이 #3》 (2018년)
- 《LONELY》 (2018년)
- 《Let it rain》 (2018년)
- 《춤출 무 (舞)》 (2018년)

### OST
- 《범죄도시 OST》 (2017년)

## 출연 작품

### 방송
- 2016년 Mnet 《Show Me The Money 5》
- 2017년 MBC 《섹션TV 연예통신》
- 2017년 Mnet 《Show Me The Money 6》
- 2017년 OLIVE《원나잇 푸드트립》
- 2018년 MBC 《미스터리 음악쇼 복면가왕》 - 걸어다니는 조각상 장승 <참가자>
- 2018년 JTBC 《히든싱어 5》- 게스트
- (2021) 마약 사용으로 뉴스나옴

### 드라마
- 《안투라지》 (2016년, tvN)